# Pleotrichophorus filaginis
Pleotrichophorus filaginis är en insektsart. Pleotrichophorus filaginis ingår i släktet Pleotrichophorus och familjen långrörsbladlöss. Inga underarter finns listade i Catalogue of Life.